# 罗曼·切赫马内克
罗曼·切赫马内克（捷克語：Roman Čechmánek，1971年3月2日—2023年11月12日），捷克男子冰球运动员。他曾入选1998年和2002年冬季奥林匹克运动会捷克男子冰球队名单，但均未上场参赛。